# Diego Lucas Arias-Dávila Croy
Diego Lucas Arias-Dávila Croy ( ? - 7 de enero de 1751) fue un noble español, VIII Conde de Puñonrostro, VIII Conde de Elda, VII Conde de Anna, VI Marqués de Noguera y II Marqués de Casasola.

## Biografía
Heredó los títulos de su padre, Gonzalo Joseph Arias-Dávila Coloma, tomando posesión de los mismos en agosto de 1738. Hubo de enfrentarse durante su gobierno al incremento de las disputas entre las villas de Elda y Petrel con ocasión del uso y disfrute de los bienes comunales que aquella hacía en virtud de las cartas pueblas de ambas de 1611 y en las que la Audiencia de Valencia falló en favor de Elda en 1746. Hubo de delegar el gobierno efectivo de sus señoríos en su esposa, Isabel Leonor Centurión, en octubre de 1747 por razones de salud. El hijo de ambos, Francisco Javier Arias-Dávila Centurión, le sucedió.
| Predecesor: Gonzalo Joseph Arias-Dávila Coloma | Conde de Elda 1738 - 1751 | Sucesor: Francisco Javier Arias-Dávila Centurión |

- Datos: Q5693197